# JFE 하레노쿠니 스타디움
JFE 하레노쿠니 스타디움(일본어: JFE晴れの国スタジアム)은 일본 오카야마현 오카야마시에 위치한 종합운동장으로 현재 J리그 파지아노 오카야마의 홈 구장으로 사용되고 있기는 하지만 때때로 럭비 경기가 열리기도 하며 관중은 15,479명 정도 수용할 수 있다. 또한 이 경기장은 오카야마현 내 일본육상경기연맹 제 1종 공인 육상 경기장으로 현 내 최대 인원 수용 경기장이기도 하며 각종 전국 대회 현 예선 경기 등이 매해 이 곳에서 열린다.

## 시설 명명권
오카야마현립 육상 경기장은 여러 차례 명명권 계약을 통해 이름이 변경되었는데 2010년 3월 1일부터 2015년 2월 28일까지는 간코 학생복 주식회사가 명명권을 보유하며 '간코 스타디움' (약칭: 간스타)이라는 이름을 사용했고 이후 2015년 3월 1일부터 2025년 1월 31일까지는 주식회사 시티라이트가 명명권을 인수하며 '시티라이트 스타디움' (약칭: C스타)로 불렸다. 
그 후 2025년 2월 1일부터 JFE 스틸 주식회사가 새로운 명명권을 획득하면서 'JFE 하레노쿠니 스타디움'(약칭: JFE스)이라는 이름이 사용되고 있으며 명명권이 도입되기 전까지는 '모모타로 스타디움'이라는 애칭으로 불렸다.